# Premio Luigi Gerardo Napolitano
Il premio Luigi Gerardo Napolitano è dedicato alla memoria di Luigi Gerardo Napolitano.

Il premio nasce nel 1993 per i giovani scienziati sotto i 30 anni che abbiano contribuito significativamente al progresso in ambito aerospaziale. Viene conferito ogni anno dal comitato educativo dell'International Astronautical Federation.

## Vincitori
- 1993 Shin-Chin Nishizawa  Giappone
- 1994 Ralph D. Lorenz  Regno Unito
- 1995 O.G Liepack  Germania
- 1996 W. Tang  Cile
- 1997 G.W.R. Frenken  Paesi Bassi
- 1998 Michael Donald Ingham
- 1999 Chris Blanksby   Australia
- 2000 Frederic Monnaie  Francia
- 2001 Noboru Takeichi  Giappone
- 2002 Stefano Ferreti  Italia
- 2003 Veronica de Micco  Italia
- 2004 Julie Bellerose  Stati Uniti
- 2005 Nicola Baggio  Italia
- 2006 Carlo Menon  Italia
- 2007 Paul Williams  Australia
- 2008 Giuseppe Del Gaudio  Italia
- 2009 Daniel Kwom  Stati Uniti
- 2010 Andrew Flasch  Giappone
- 2011 Nishchay Mhatre  India
- 2012 Valerio Carandente  Italia
- 2013 Sreeja Nag  India
- 2014 Alessandro Golkar  Italia
- 2015 Koki Ho  Giappone
- 2016 Melissa Mirino  Italia